# Luiz Soares
Luiz Felipe de Souza Soares (23 febbraio 1999) è un calciatore brasiliano, difensore dell'Al Jazira Al Hamra.

## Caratteristiche tecniche
È un difensore centrale.

## Carriera
Nel 2021 si trasferisce in Italia, accordandosi con il Tre Valli, formazione piemontese impegnata nel campionato di Prima Categoria. Il 3 dicembre 2021 viene tesserato dal Saluzzo, in Serie D. Dopo aver rescisso il contratto con la società granata, il 24 febbraio 2022 si accorda a parametro zero con il Botev Vraca, nel campionato bulgaro.

## Statistiche

### Presenze e reti nei club
Statistiche aggiornate al 26 febbraio 2023.
| Stagione           | Squadra            | Campionato         | Campionato | Campionato | Coppe nazionali | Coppe nazionali | Coppe nazionali | Coppe continentali | Coppe continentali | Coppe continentali | Altre coppe | Altre coppe | Altre coppe | Totale | Totale |
| Stagione           | Squadra            | Comp               | Pres       | Reti       | Comp            | Pres            | Reti            | Comp               | Pres               | Reti               | Comp        | Pres        | Reti        | Pres   | Reti   |
| ------------------ | ------------------ | ------------------ | ---------- | ---------- | --------------- | --------------- | --------------- | ------------------ | ------------------ | ------------------ | ----------- | ----------- | ----------- | ------ | ------ |
| 2021-feb. 2022     | Saluzzo            | D                  | 5          | 0          | CI-D            | -               | -               | -                  | -                  | -                  | -           | -           | -           | 5      | 0      |
| feb.-giu. 2022     | Botev Vraca        | A-PFG              | 5+7        | 0          | CB              | -               | -               | -                  | -                  | -                  | -           | -           | -           | 12     | 0      |
| 2022-2023          | Botev Vraca        | A-PFG              | 13         | 0          | CB              | 0               | 0               | -                  | -                  | -                  | -           | -           | -           | 13     | 0      |
| Totale Botev Vraca | Totale Botev Vraca | Totale Botev Vraca | 18+7       | 0          |                 | 0               | 0               |                    | -                  | -                  |             | -           | -           | 25     | 0      |
| Totale carriera    | Totale carriera    | Totale carriera    | 30         | 0          |                 | 0               | 0               |                    | -                  | -                  |             | -           | -           | 30     | 0      |